# Torneo Internacional de Fútbol de Maspalomas
El Torneo Internacional de Fútbol de Maspalomas es un torneo de carácter amistoso que se celebra anualmente en la localidad de Maspalomas (Gran Canaria, España). Se disputa desde 1984, y generalmente en el mes de enero, en el Estadio Municipal de Maspalomas. Los participantes normalmente son clubes aunque, en algunas ediciones, han participado selecciones. 
El formato del torneo ha variado en varias ocasiones. Principalmente ha sido un cuadrangular que se disputaba en dos semifinales y una final, sin embargo varios torneos se han realizado como liguilla de 3 o 4 participantes.

## Palmarés
| Año  | Campeón            | Resultado    | Subcampeón          | Tercer puesto       | Resultado    | Cuarto puesto      |
| ---- | ------------------ | ------------ | ------------------- | ------------------- | ------------ | ------------------ |
| 1984 | PSV Eindhoven      | 5–2          | Fortuna Düsseldorf  | IFK Göteborg        | 7–0          | Maspalomas         |
| 1985 | PSV Eindhoven      | 3–0          | Kickers Offenbach   | Fortuna Düsseldorf  | 6–1          | Shelbourne         |
| 1986 | IFK Göteborg       | 3–0          | Saarbrücken         | Unión Soviética     | 1–0          | Bayer Leverkusen   |
| 1987 | Checoslovaquia     | 1–0          | Roda JC             | Bayer Leverkusen    | 3–1          | IFK Göteborg       |
| 1988 | Suecia             | 1–0          | Finlandia           | Checoslovaquia      | 1–0          | Alemania del Este  |
| 1989 | Bayer Leverkusen   | 4–2          | Ajax Ámsterdam      | IFK Göteborg        | 1–1 (5-4 p.) | KV Mechelen        |
| 1990 | Anderlecht         | 1–0          | Hamburgo            | Malmö               | 0-0          | Bayer Leverkusen   |
| 1991 | IFK Göteborg       | 3–2          | Fortuna Düsseldorf  | Feyenoord Róterdam  | 3–0          | Dinamo Dresde      |
| 1992 | Schalke 04         | 3–1          | Finlandia           | Eintracht Frankfurt | 1–1          | IFK Göteborg       |
| 1993 | IFK Göteborg       | 3–2          | Eintracht Frankfurt | Fortuna Düsseldorf  | 3–0          | Brøndby IF         |
| 1994 | Roda JC            | 1–0          | Brøndby IF          | IFK Göteborg        | 4–1          | Fortuna Düsseldorf |
| 1995 | Roda JC            | 2–0          | IFK Göteborg        | Sturm Graz          | 4–2          | Brøndby IF         |
| 1996 | Sturm Graz         | 1–1 (p.)     | Bayer Leverkusen    | IFK Göteborg        | 1–0          | Vitesse Arnhem     |
| 1997 | Roda JC            | 3–2          | VfB Leipzig         | Sturm Graz          | 4–1          | IFK Göteborg       |
| 1998 | Wolfsburgo         | 2–2 (4-1 p.) | Brøndby IF          | Twente              | 2–0          | Duisburgo          |
| 1999 | Rosenborg          | 1–1 (4-3 p.) | Wolfsburgo          | Galatasaray         | 3–0          | Brøndby IF         |
| 2000 | PSV Eindhoven      | 3–2          | Rosenborg           | Dinamo Zagreb       | 3–0          | Duisburgo          |
| 2001 | Bayer Leverkusen   | 2–1          | Galatasaray         | Rosenborg           | 2–1          | PSV Eindhoven      |
| 2002 | Feyenoord Róterdam | 0–0 (4-3 p.) | Helsingborgs IF     | Bayer Leverkusen    | 2–1          | Kaiserslautern     |
| 2003 | Feyenoord Róterdam | 2–1          | Núremberg           | Rosenborg           | 4–2          | Sturm Graz         |
| 2004 | Sparta Praga       | 2–1          | Anderlecht          | Hertha Berlín       | 2–1          | Hamburgo           |
| 2005 | Bayer Leverkusen   | –            | PSV Eindhoven       | Rosenborg           | –            | Sparta Praga       |
| 2006 | Brøndby IF         | –            | Rosenborg           | Pohang Steelers     | –            | Djurgården IF      |
| 2007 | Shakhtar Donetsk   | –            | Rapid Bucarest      | Brøndby IF          | –            | Rosenborg          |
| 2008 | Las Palmas         | 2–2 (4-1 p.) | Rosenborg           | Kaiserslautern      | 2–1          | Helsingborgs IF    |
| 2009 | Shakhtar Donetsk   | –            | Grasshopper         | Borussia M'gladbach | –            | Las Palmas         |
| 2012 | Lausanne           | 0–0 (4-2 p.) | Brøndby IF          | Aalesunds           | 1–1 (6-5 p.) | Twente             |
| 2013 | Twente             | 2–0          | Lausanne            | -                   | –            | -                  |
| 2014 | Augsburgo          | 1–0          | PSV Eindhoven       | Shanghai East Asia  | –            | Lokomotiv Plovdiv  |
| 2015 | PSV Eindhoven      | –            | Sparta Praga        | Celtic              | –            | -                  |
| 2016 | Las Palmas         | –            | Cagliari            | Marítimo            | –            | -                  |

## Edición de 1984
|  | Semifinales             | Semifinales             |   |                         | Final                   | Final |  |
|  |                         |                         |   |                         |                         |       |  |
|  |                         |                         |   |                         |                         |       |  |
|  | 3 de enero - Maspalomas |                         |   |                         |                         |       |  |
|  | Maspalomas              | 0                       |   |                         |                         |       |  |
|  | PSV Eindhoven           | 2                       |   |                         |                         |       |  |
|  |                         |                         |   |                         |                         |       |  |
|  |                         |                         |   |                         | 7 de enero - Maspalomas |       |  |
|  |                         |                         |   |                         | PSV Eindhoven           | 5     |  |
|  |                         | Fortuna Düsseldorf      | 2 |                         |                         |       |  |
|  |                         |                         |   |                         |                         |       |  |
|  |                         |                         |   |                         |                         |       |  |
|  |                         |                         |   |                         | Tercer lugar            |       |  |
|  | 5 de enero - Maspalomas | 5 de enero - Maspalomas |   | 7 de enero - Maspalomas | 7 de enero - Maspalomas |       |  |
|  | Fortuna Düsseldorf      | 1                       |   | Maspalomas              | 0                       |       |  |
|  | IFK Göteborg            | 0                       |   |                         | IFK Göteborg            | 7     |  |

### Semifinales
| 3 de enero de 1984 | Maspalomas | 0:2 (0:1) | PSV Eindhoven             | Municipal de Maspalomas, Maspalomas                |                                                    |
|                    |            |           | Kolhoff 43' · Brandts 87' | Árbitro(s): Jiménez Moreno (Colegio de Las Palmas) | Árbitro(s): Jiménez Moreno (Colegio de Las Palmas) |

| 4 de enero de 1984 | Fortuna Düsseldorf   | 1:0 (1:0) | IFK Göteborg | Municipal de Maspalomas, Maspalomas               |                                                   |
|                    | Kuezinski 37' (pen.) |           |              | Árbitro(s): Sosa Saavedra (Colegio de Las Palmas) | Árbitro(s): Sosa Saavedra (Colegio de Las Palmas) |

### Tercer lugar
| 6 de enero de 1984 | Maspalomas | 0:7 (0:2) | IFK Göteborg                                                           | Municipal de Maspalomas, Maspalomas                  |                                                      |
|                    |            |           | Gardner 11', 35', 65' · Svensson 49' · Sandberg 55' · Ekstrom 79', 80' | Árbitro(s): Rodríguez Martel (Colegio de Las Palmas) | Árbitro(s): Rodríguez Martel (Colegio de Las Palmas) |

### Final
| 6 de enero de 1984 | PSV Eindhoven                              | 5:2 (2:2) | Fortuna Düsseldorf    | Municipal de Maspalomas, Maspalomas                 |                                                     |
|                    | Thorensen 20', 72' · Kolhoff 34', 69', 86' |           | Thiele 4' · Weiki 37' | Árbitro(s): Merino González (Colegio de Las Palmas) | Árbitro(s): Merino González (Colegio de Las Palmas) |

## Edición de 1985
|  | Semifinales             | Semifinales             |   |                          | Final                    | Final |  |
|  |                         |                         |   |                          |                          |       |  |
|  |                         |                         |   |                          |                          |       |  |
|  | 8 de enero - Maspalomas |                         |   |                          |                          |       |  |
|  | PSV Eindhoven           | 5                       |   |                          |                          |       |  |
|  | Shelbourne              | 0                       |   |                          |                          |       |  |
|  |                         |                         |   |                          |                          |       |  |
|  |                         |                         |   |                          | 12 de enero - Maspalomas |       |  |
|  |                         |                         |   |                          | PSV Eindhoven            | 3     |  |
|  |                         | Kickers Offenbach       | 0 |                          |                          |       |  |
|  |                         |                         |   |                          |                          |       |  |
|  |                         |                         |   |                          |                          |       |  |
|  |                         |                         |   |                          | Tercer lugar             |       |  |
|  | 9 de enero - Maspalomas | 9 de enero - Maspalomas |   | 11 de enero - Maspalomas | 11 de enero - Maspalomas |       |  |
|  | Kickers Offenbach       | 4                       |   | Fortuna Düsseldorf       | 6                        |       |  |
|  | Fortuna Düsseldorf      | 2                       |   |                          | Shelbourne               | 1     |  |

### Semifinales
| 8 de enero de 1985 | PSV Eindhoven                                               | 5:0 (2:0) | Shelbourne | Municipal de Maspalomas, Maspalomas                                               |                                                                                   |
|                    | Thorensen 6' · Brylle 40', 53' · Stevens 82' · Boogaard 87' |           |            | Asistencia: 6.000 espectadores Árbitro(s): Cabrera de Saa (Colegio de Las Palmas) | Asistencia: 6.000 espectadores Árbitro(s): Cabrera de Saa (Colegio de Las Palmas) |

| 9 de enero de 1985 | Kickers Offenbach                                  | 4:2 (2:1) | Fortuna Düsseldorf         | Municipal de Maspalomas, Maspalomas                                              |                                                                                  |
|                    | Solummer 18' · Brummer 36' · Paulus 53' · Beck 69' |           | Holmquist 12' · Thiele 85' | Asistencia: 5.000 espectadores Árbitro(s): Sosa Saavedra (Colegio de Las Palmas) | Asistencia: 5.000 espectadores Árbitro(s): Sosa Saavedra (Colegio de Las Palmas) |

### Tercer lugar
| 11 de enero de 1985 | Fortuna Düsseldorf                                             | 6:1 (3:0) | Shelbourne | Municipal de Maspalomas, Maspalomas                |                                                    |
|                     | Dusend 22' · Thiele 27', 46', 80' · Kaiser 34' · Holmquist 71' |           | Connay 61' | Árbitro(s): Suárez Benítez (Colegio de Las Palmas) | Árbitro(s): Suárez Benítez (Colegio de Las Palmas) |

### Final
| 12 de enero de 1985 | PSV Eindhoven                          | 3:0 (1:0) | Kickers Offenbach | Municipal de Maspalomas, Maspalomas                                                |                                                                                    |
|                     | Brylle 24' · Valke 55' · Jhorensen 86' |           |                   | Asistencia: 8.000 espectadores Árbitro(s): Merino González (Colegio de Las Palmas) | Asistencia: 8.000 espectadores Árbitro(s): Merino González (Colegio de Las Palmas) |

## Edición de 1986
|  | Semifinales             | Semifinales             |   |                          | Final                    | Final |  |
|  |                         |                         |   |                          |                          |       |  |
|  |                         |                         |   |                          |                          |       |  |
|  | 7 de enero - Maspalomas |                         |   |                          |                          |       |  |
|  | IFK Göteborg            | 3                       |   |                          |                          |       |  |
|  | Bayer Leverkusen        | 2                       |   |                          |                          |       |  |
|  |                         |                         |   |                          |                          |       |  |
|  |                         |                         |   |                          | 11 de enero - Maspalomas |       |  |
|  |                         |                         |   |                          | IFK Göteborg             | 3     |  |
|  |                         | Saarbrücken             | 0 |                          |                          |       |  |
|  |                         |                         |   |                          |                          |       |  |
|  |                         |                         |   |                          |                          |       |  |
|  |                         |                         |   |                          | Tercer lugar             |       |  |
|  | 8 de enero - Maspalomas | 8 de enero - Maspalomas |   | 10 de enero - Maspalomas | 10 de enero - Maspalomas |       |  |
|  | Unión Soviética         | 1 (6)                   |   | Unión Soviética          | 1                        |       |  |
|  | Saarbrücken             | 1 (7)                   |   |                          | Bayer Leverkusen         | 0     |  |

### Semifinales
| 7 de enero de 1986 | IFK Göteborg                              | 3:2 (1:1) | Bayer Leverkusen     | Municipal de Maspalomas, Maspalomas                 |                                                     |
|                    | Andersson 10' · Nilsson 71' · Ekstrom 80' |           | Bum-Kun Cha 36', 87' | Árbitro(s): Merino González (Colegio de Las Palmas) | Árbitro(s): Merino González (Colegio de Las Palmas) |

| 8 de enero de 1986 | Unión Soviética | 1:1 (1:0) (6-7 pen.) | Saarbrücken | Municipal de Maspalomas, Maspalomas                                              |                                                                                  |
|                    | Kondratiev 33'  |                      | Berger 82'  | Asistencia: 8.000 espectadores Árbitro(s): Sosa Saavedra (Colegio de Las Palmas) | Asistencia: 8.000 espectadores Árbitro(s): Sosa Saavedra (Colegio de Las Palmas) |

### Tercer lugar
| 10 de enero de 1986 | Unión Soviética | 1:0 (0:0) | Bayer Leverkusen | Municipal de Maspalomas, Maspalomas                 |                                                     |
|                     | Cherenkov 62'   |           |                  | Árbitro(s): Betancort Armas (Colegio de Las Palmas) | Árbitro(s): Betancort Armas (Colegio de Las Palmas) |

### Final
| 11 de enero de 1986 | IFK Göteborg                                            | 3:0 (1:0) | Saarbrücken | Municipal de Maspalomas, Maspalomas                                               |                                                                                   |
|                     | Roland Nilsson 36' · Ekstrom 54' · Torbjorn Nilsson 59' |           |             | Asistencia: 8.000 espectadores Árbitro(s): Jiménez Moreno (Colegio de Las Palmas) | Asistencia: 8.000 espectadores Árbitro(s): Jiménez Moreno (Colegio de Las Palmas) |

## Edición de 2005

### Clasificación
| Equipo             | Pts. | PJ | PG | PE | PP | GF | GC | Dif. |
| ------------------ | ---- | -- | -- | -- | -- | -- | -- | ---- |
| Bayer Leverkusen   | 6    | 2  | 2  | 0  | 0  | 7  | 4  | +3   |
| Feyenoord Róterdam | 3    | 2  | 1  | 0  | 1  | 6  | 5  | +1   |
| Rosenborg          | 3    | 2  | 1  | 0  | 1  | 4  | 6  | -2   |
| Sparta Praga       | 0    | 2  | 0  | 0  | 2  | 4  | 6  | -2   |

### Partidos
| 9 de enero de 2005 | Bayer Leverkusen                     | 4:2 (2:0) | Feyenoord Róterdam     | Municipal de Maspalomas, Maspalomas                                              |                                                                                  |
|                    | Bervatov 14', 40' · Voronin 49', 60' |           | Lazovic 47' · Kuyt 53' | Asistencia: 4.000 espectadores Árbitro(s): Afonso Suárez (Colegio de Las Palmas) | Asistencia: 4.000 espectadores Árbitro(s): Afonso Suárez (Colegio de Las Palmas) |

| 10 de enero de 2005 | Rosenborg                                | 3:2 (1:2) | Sparta Praga                       | Municipal de Maspalomas, Maspalomas                                                |                                                                                    |
|                     | Braaten 40' · Tettey 48' · Brattbakk 78' |           | Pacanda 19' (pen.) · Malcharek 31' | Asistencia: 2.500 espectadores Árbitro(s): Suárez Betancor (Colegio de Las Palmas) | Asistencia: 2.500 espectadores Árbitro(s): Suárez Betancor (Colegio de Las Palmas) |

| 11 de enero de 2005 | Feyenoord Róterdam                        | 4:1 (3:1) | Rosenborg             | Municipal de Maspalomas, Maspalomas                                                    |                                                                                        |
|                     | Kuyt 7', 20' · Lazovic 17' · Smolarek 90' |           | Bosschaart 27' (a.g.) | Asistencia: 2.000 espectadores Árbitro(s): Alejandro Hernández (Colegio de Las Palmas) | Asistencia: 2.000 espectadores Árbitro(s): Alejandro Hernández (Colegio de Las Palmas) |

| 11 de enero de 2005 | Bayer Leverkusen                      | 3:2 (0:2) | Sparta Praga          | Municipal de Maspalomas, Maspalomas                                             |                                                                                 |
|                     | Freier 62' · Bervatov 63' · Sahin 84' |           | Jun 2' · Poborský 29' | Asistencia: 2.500 espectadores Árbitro(s): Alexis Pérez (Colegio de Las Palmas) | Asistencia: 2.500 espectadores Árbitro(s): Alexis Pérez (Colegio de Las Palmas) |

## Edición de 2006

### Clasificación
| Equipo          | Pts. | PJ | PG | PE | PP | GF | GC | Dif. |
| --------------- | ---- | -- | -- | -- | -- | -- | -- | ---- |
| Brøndby IF      | 4    | 2  | 1  | 1  | 0  | 6  | 5  | +1   |
| Rosenborg       | 4    | 2  | 1  | 1  | 0  | 5  | 3  | +2   |
| Pohang Steelers | 1    | 2  | 0  | 1  | 1  | 3  | 4  | -1   |
| Djurgården IF   | 1    | 2  | 0  | 1  | 1  | 1  | 3  | -2   |

NOTA: Si un partido acaba en empate, se procede al lanzamiento desde el punto de penalti para definir las posiciones finales en caso de que haya igualdad a puntos en la clasificación final.

### Partidos
| 13 de enero de 2006 | Brøndby IF                          | 3:3 (0:1) (5-4 pen.) | Rosenborg                             | Municipal de Maspalomas, Maspalomas                                             |                                                                                 |
|                     | Lorentzen 60', 78' · Absalonsen 71' |                      | Helstad 10' · Koppinen 57' · Kone 90' | Asistencia: 1.200 espectadores Árbitro(s): Alexis Pérez (Colegio de Las Palmas) | Asistencia: 1.200 espectadores Árbitro(s): Alexis Pérez (Colegio de Las Palmas) |

| 14 de enero de 2006 | Pohang Steelers        | 1:1 (0:0) (5-4 pen.) | Djurgården IF     | Municipal de Maspalomas, Maspalomas                                            |                                                                                |
|                     | Andre Luiz Tavares 48' |                      | Stoltz 95' (pen.) | Asistencia: 400 espectadores Árbitro(s): García Pulido (Colegio de Las Palmas) | Asistencia: 400 espectadores Árbitro(s): García Pulido (Colegio de Las Palmas) |

| 15 de enero de 2006 | Rosenborg                                | 2:0 (1:0) | Djurgården IF | Municipal de Maspalomas, Maspalomas                                            |                                                                                |
|                     | Markus Johanesson 35' (a.g.) · Basma 73' |           |               | Asistencia: 800 espectadores Árbitro(s): Adrián Suárez (Colegio de Las Palmas) | Asistencia: 800 espectadores Árbitro(s): Adrián Suárez (Colegio de Las Palmas) |

| 15 de enero de 2006 | Brøndby IF                                                | 3:2 (1:0) | Pohang Steelers                       | Municipal de Maspalomas, Maspalomas                                              |                                                                                  |
|                     | Nielsen 33' · Morten Rasmussen 68' · Thomas Rasmussen 90' |           | Andre Luiz Tavares 49' · Frontini 67' | Asistencia: 400 espectadores Árbitro(s): Heriberto Ramos (Colegio de Las Palmas) | Asistencia: 400 espectadores Árbitro(s): Heriberto Ramos (Colegio de Las Palmas) |

## Edición de 2007
| 17 de enero de 2007 | Rapid Bucarest | 0:0 (4-2 pen.) | Rosenborg | Municipal de Maspalomas, Maspalomas                                           |  |
|                     |                |                |           | Asistencia: 800 espectadores Árbitro(s): Alexis Pérez (Colegio de Las Palmas) |  |

| 18 de enero de 2007 | Shakhtar Donetsk                                                         | 5:4 (3:2) | Brøndby IF                                                          | Municipal de Maspalomas, Maspalomas                                                  |                                                                                      |
|                     | M. Lewandowski 38' · Brandão 43' · R. Rat 45' · Jadson 47' · Vorobey 74' |           | D. Williams 4' · M. Rasmussen 8' · M. Bischoff 68' · C. Katongo 87' | Asistencia: 300 espectadores Árbitro(s): Alejandro Hernández (Colegio de Las Palmas) | Asistencia: 300 espectadores Árbitro(s): Alejandro Hernández (Colegio de Las Palmas) |

| 19 de enero de 2007 | Brøndby IF | 0:0 (5-4 pen.) | Rapid Bucarest | Municipal de Maspalomas, Maspalomas                                            |  |
|                     |            |                |                | Asistencia: 150 espectadores Árbitro(s): Martín García (Colegio de Las Palmas) |  |

| 19 de enero de 2007 | Shakhtar Donetsk            | 2:0 (1:0) | Rosenborg | Municipal de Maspalomas, Maspalomas                                              |                                                                                  |
|                     | Elano 32' · J. Aghahowa 77' |           |           | Asistencia: 900 espectadores Árbitro(s): Hernández Ramos (Colegio de Las Palmas) | Asistencia: 900 espectadores Árbitro(s): Hernández Ramos (Colegio de Las Palmas) |

## Edición de 2008
|  | Semifinales             | Semifinales             |       |                          | Final                    | Final |  |
|  |                         |                         |       |                          |                          |       |  |
|  |                         |                         |       |                          |                          |       |  |
|  | 8 de enero - Maspalomas |                         |       |                          |                          |       |  |
|  | Rosenborg               | 2                       |       |                          |                          |       |  |
|  | Helsingborgs IF         | 0                       |       |                          |                          |       |  |
|  |                         |                         |       |                          |                          |       |  |
|  |                         |                         |       |                          | 10 de enero - Maspalomas |       |  |
|  |                         |                         |       |                          | Rosenborg                | 2 (1) |  |
|  |                         | Las Palmas              | 2 (4) |                          |                          |       |  |
|  |                         |                         |       |                          |                          |       |  |
|  |                         |                         |       |                          |                          |       |  |
|  |                         |                         |       |                          | Tercer lugar             |       |  |
|  | 8 de enero - Maspalomas | 8 de enero - Maspalomas |       | 10 de enero - Maspalomas | 10 de enero - Maspalomas |       |  |
|  | Kaiserslautern          | 0                       |       | Helsingborgs IF          | 1                        |       |  |
|  | Las Palmas              | 2                       |       |                          | Kaiserslautern           | 2     |  |

### Semifinales
| 8 de enero de 2008 | Rosenborg                      | 2:0 (1:0) | Helsingborgs IF | Municipal de Maspalomas, Maspalomas                                      |                                                                          |
|                    | Traoré 21' Øyvind Storflor 62' |           |                 | Asistencia: 1.000 espectadores Árbitro(s): Afonso Suárez (C. Las Palmas) | Asistencia: 1.000 espectadores Árbitro(s): Afonso Suárez (C. Las Palmas) |

| 8 de enero de 2008 | Kaiserslautern | 0:2 (0:1) | Las Palmas      | Municipal de Maspalomas, Maspalomas                                      |                                                                          |
|                    |                |           | Ruymán 45', 62' | Asistencia: 700 espectadores Árbitro(s): Heriberto Ramos (C. Las Palmas) | Asistencia: 700 espectadores Árbitro(s): Heriberto Ramos (C. Las Palmas) |

### Tercer lugar
| 10 de enero de 2008 | Helsingborgs IF | 1:2 (1:2) | Kaiserslautern       | Municipal de Maspalomas, Maspalomas                                       |                                                                           |
|                     | Fonsso 40'      |           | Esswein 23' Bohl 41' | Asistencia: 200 espectadores Árbitro(s): Hirahi Hernández (C. Las Palmas) | Asistencia: 200 espectadores Árbitro(s): Hirahi Hernández (C. Las Palmas) |

### Final
| 10 de enero de 2008 | Rosenborg     | 2:2 (2:1) (1-4 pen.) | Las Palmas           | Municipal de Maspalomas, Maspalomas                                                      |                                                                                          |
|                     | Koné 21', 41' |                      | Viyuela 14' Yuri 72' | Asistencia: 4.000 espectadores Árbitro(s): Alejandro Hernández Hernández (C. Las Palmas) | Asistencia: 4.000 espectadores Árbitro(s): Alejandro Hernández Hernández (C. Las Palmas) |

## Edición de 2009
| 13 de enero de 2009 19:00 WET | Las Palmas      | 1:3 (0:2) | Grasshopper                                 | Municipal de Maspalomas, Maspalomas                                           |                                                                               |
|                               | Gerardo 67'(p.) |           | Raúl Bobadilla 11', 44' · Yassin Mikari 81' | Asistencia: 1.000 espectadores Árbitro(s): Raúl Afonso Suárez (C. Las Palmas) | Asistencia: 1.000 espectadores Árbitro(s): Raúl Afonso Suárez (C. Las Palmas) |

| 15 de enero de 2009 19:00 WET | Grasshopeer                  | 2:4 (1:2) | Borussia Mönchengladbach                               | Municipal de Maspalomas, Maspalomas                                         |                                                                             |
|                               | Dos Santos 36' (p.) 80' (p.) |           | Paauwe 18' · Bradley 25' · Friend 52' · Baumjohann 73' | Asistencia: 1.000 espectadores Árbitro(s): Juan Luis Pulido (C. Las Palmas) | Asistencia: 1.000 espectadores Árbitro(s): Juan Luis Pulido (C. Las Palmas) |

| 17 de enero de 2009 17:30 WET | Borussia Mönchengladbach | 0:3 (0:2) | Shakhtar Donetsk                             | Municipal de Maspalomas, Maspalomas                                               |                                                                                   |
|                               |                          |           | O. Gladky 18' · N. Castillo 45' · Jadson 62' | Asistencia: 1.000 espectadores Árbitro(s): Juan José López García (C. Las Palmas) | Asistencia: 1.000 espectadores Árbitro(s): Juan José López García (C. Las Palmas) |

| 20 de enero de 2009 19:00 WET | Shakhtar Donetsk | 0:1 (0:0) | Las Palmas  | Municipal de Maspalomas, Maspalomas                                                      |                                                                                          |
|                               |                  |           | Gerardo 48' | Asistencia: 1.000 espectadores Árbitro(s): Alejandro Hernández Hernández (C. Las Palmas) | Asistencia: 1.000 espectadores Árbitro(s): Alejandro Hernández Hernández (C. Las Palmas) |

### Clasificación
| Equipo                   | Pts. | PJ | PG | PE | PP | GF | GC | Dif. |
| ------------------------ | ---- | -- | -- | -- | -- | -- | -- | ---- |
| Shakhtar Donetsk         | 3    | 2  | 1  | 0  | 1  | 3  | 1  | +2   |
| Grasshopper              | 3    | 2  | 1  | 0  | 1  | 5  | 5  | 0    |
| Borussia Mönchengladbach | 3    | 2  | 1  | 0  | 1  | 4  | 5  | -1   |
| Las Palmas               | 3    | 2  | 1  | 0  | 1  | 2  | 3  | -1   |

## Edición de 2012
|  | Semifinales              | Semifinales              |       |                          | Final                    | Final |  |
|  |                          |                          |       |                          |                          |       |  |
|  |                          |                          |       |                          |                          |       |  |
|  | 9 de enero - Maspalomas  |                          |       |                          |                          |       |  |
|  | Twente                   | 0 (3)                    |       |                          |                          |       |  |
|  | Brøndby IF               | 0 (4)                    |       |                          |                          |       |  |
|  |                          |                          |       |                          |                          |       |  |
|  |                          |                          |       |                          | 12 de enero - Maspalomas |       |  |
|  |                          |                          |       |                          | Lausanne                 | 0 (4) |  |
|  |                          | Brøndby IF               | 0 (2) |                          |                          |       |  |
|  |                          |                          |       |                          |                          |       |  |
|  |                          |                          |       |                          |                          |       |  |
|  |                          |                          |       |                          | Tercer lugar             |       |  |
|  | 10 de enero - Maspalomas | 10 de enero - Maspalomas |       | 12 de enero - Maspalomas | 12 de enero - Maspalomas |       |  |
|  | Lausanne                 | 1                        |       | Twente                   | 1 (5)                    |       |  |
|  | Aalesunds FK             | 0                        |       |                          | Aalesunds FK             | 1 (6) |  |

### Semifinales
| 9 de enero de 2012 | Aalesunds FK | 0:1 (0:1) | Brøndby IF        | Municipal de Maspalomas, Maspalomas                        |                                                            |
|                    |              |           | Brent McGrath 11' | Asistencia: 2000 espectadores Árbitro(s): Alexandre Alemán | Asistencia: 2000 espectadores Árbitro(s): Alexandre Alemán |

| 10 de enero de 2012 | Lausanne | 0:0 (4-3 pen.) | Twente | Municipal de Maspalomas, Maspalomas |  |

### Tercer lugar
| 12 de enero de 2012 | Twente        | 1:1 (1:0) (5-6 pen.) | Aalesunds FK     | Municipal de Maspalomas, Maspalomas                     |                                                         |
|                     | Leroy Fer 28' |                      | Adam Sellami 89' | Asistencia: 2000 espectadores Árbitro(s): Adrián Suárez | Asistencia: 2000 espectadores Árbitro(s): Adrián Suárez |

### Final
| 12 de enero de 2012 | Lausanne | 0:0 (5-2 pen.) | Brøndby IF | Municipal de Maspalomas, Maspalomas                 |  |
|                     |          |                |            | Asistencia: 2000 espectadores Árbitro(s): Juan Luis |  |

## Edición de 2015

### Clasificación
| Equipo        | Pts. | PJ | PG | PE | PP | GF | GC | Dif. |
| ------------- | ---- | -- | -- | -- | -- | -- | -- | ---- |
| PSV Eindhoven | 6    | 2  | 2  | 0  | 0  | 6  | 2  | +4   |
| Sparta Praga  | 3    | 2  | 1  | 0  | 1  | 5  | 7  | -2   |
| Celtic        | 0    | 2  | 0  | 0  | 2  | 2  | 4  | -2   |

### Partidos
| 10 de enero de 2015 | PSV Eindhoven | 1:0 (1:0) | Celtic | Municipal de Maspalomas, Maspalomas                         |                                                             |
|                     | M. Depay 33'  |           |        | Asistencia: 1.500 espectadores Árbitro(s): Jiménez González | Asistencia: 1.500 espectadores Árbitro(s): Jiménez González |

| 11 de enero de 2015 | Sparta Praga                    | 2:5 (2:1) | PSV Eindhoven                                                        | Municipal de Maspalomas, Maspalomas                       |                                                           |
|                     | B. Dočkal 35' · D. Lafata 36' · |           | A. Maher 44' · M. Depay 67' · L. de Jong 72', 76' · G. Wijnaldum 86' | Asistencia: 1.200 espectadores Árbitro(s): Pulido Santana | Asistencia: 1.200 espectadores Árbitro(s): Pulido Santana |

| 13 de enero de 2015 | Celtic                           | 2:3 (1:3) | Sparta Praga                                      | Municipal de Maspalomas, Maspalomas |                                 |
|                     | L. Griffiths 1' · J. Thomson 73' |           | M. Matějovský 24' · L. Krejčí 29' · B. Dočkal 45' | Árbitro(s): Hernández Hernández     | Árbitro(s): Hernández Hernández |

## Edición de 2016

### Clasificación
| Equipo     | Pts. | PJ | PG | PE | PP | GF | GC | Dif. |
| ---------- | ---- | -- | -- | -- | -- | -- | -- | ---- |
| Las Palmas | 6    | 2  | 2  | 0  | 0  | 3  | 1  | +2   |
| Cagliari   | 3    | 2  | 1  | 0  | 1  | 2  | 1  | +1   |
| Marítimo   | 0    | 2  | 0  | 0  | 2  | 1  | 4  | -3   |

### Partidos
| 5 de agosto de 2016 | Las Palmas                 | 2:1 (1:0) | Marítimo | Municipal de Maspalomas, Maspalomas                         |                                                             |
|                     | Vicente 18' · P. Bigas 77' |           | Baba 59' | Asistencia: 2.000 espectadores Árbitro(s): Juan Luis Pulido | Asistencia: 2.000 espectadores Árbitro(s): Juan Luis Pulido |

| 6 de agosto de 2016 | Cagliari               | 2:0 (2:0) | Marítimo | Municipal de Maspalomas, Maspalomas |                             |
|                     | Barella 3' · Arras 38' |           |          | Árbitro(s): González Franés         | Árbitro(s): González Franés |

| 7 de agosto de 2016 | Las Palmas    | 1:0 (1:0) | Cagliari | Municipal de Maspalomas, Maspalomas                         |                                                             |
|                     | M. Macedo 31' |           |          | Asistencia: 4.000 espectadores Árbitro(s): Juan Luis Pulido | Asistencia: 4.000 espectadores Árbitro(s): Juan Luis Pulido |